# Luc Baranger
Pour les articles homonymes, voir Baranger.
Citoyen canadien, l'écrivain Luc Baranger est né le 28 juin 1951 dans l’ouest de la France, à Trélazé, la capitale de l’ardoise à laquelle il est resté foncièrement attaché.[réf. nécessaire]

## Biographie
(février 2021).
Il a été élevé par un couple atypique composé d’une dame au grand cœur ancienne prostituée et d’un militant anarchiste qui paya, entre autres, de quatre années de goulag sibérien son engagement politique. Fortement marqué par la vie des mineurs de fond des années 1950, le quotidien des petites gens, les luttes sociales et l’iniquité d’un monde en châteaux de cartes de crédit, Luc Baranger explore une à une les différentes facettes de l’injustice sociale dans chacun de ses ouvrages, qu’il s’agisse par exemple de l’erreur judiciaire avec Crédit Revolver (quand on a purgé 17 ans de prison à la place d’un autre, la société peut-elle vous autoriser à tuer qui vous souhaitez en toute impunité, partant du fait que vous avez déjà payé par anticipation le crime à venir ?) ou de la fidélité à ses idées de jeunesse et à son propre engagement politique (un thème récurrent) comme dans Au pas des raquettes.
Baranger « a su créer un univers singulier. Ses romans, bilan d’une génération, évoquent avec indulgence, amertume et humour la société des années d’après-guerre, avec nostalgie et amour du blues et du rock’n’roll » (Claude Mesplède, Dictionnaire des littératures policières, 2007).
Baranger entretient plusieurs passions indéfectibles pour le guitariste J.J. Cale, le blues (il a écrit des textes pour Paul Personne et Nico Wayne Toussaint), le rock 'n' roll façon Stones et Georgia Satellites, l’histoire des civilisations amérindiennes, le voyage et les dialogues de Michel Audiard dont il essaie de restituer l’âme (avec celles de Jean Gabin ou de Bernard Blier) dans chacun de ses romans. Exemples : « Crois-en un vieux militant communiste, depuis que la France est persuadée que c’est Emmanuel Chain qu’a écrit Le Capital, c’est perdre son temps que de vouloir évoquer la lutte des classes » ou bien « Écoute-moi bien, Fouquier-Tinville de mes choses, le 8 novembre 1793, la Convention a publié le décret rendant le tutoiement o-bli-ga-toire dans les administrations entre tous les citoyens français, quel que soit leur métier, fonction ou position hiérarchique. Que je sache, même si l’usage en a disparu sous ce gouvernement de tarlouzes que fut la Convention thermidorienne, il n’a jamais été abrogé. Alors amuse-toi encore une fois à me faire une remarque sur le sujet et je te jure que mon bavard te traînera personnellement devant le tribunal administratif où tu seras la risée de toute ta profession !... Non mais, des fois… Ricard ? J’ai horreur d’écluser en solo quand je suis en société. Et épargne-moi le laïus sur l’interdiction de s’arsouiller pendant les heures de service, j’ai d’jà les neurones qui chaptalisent. »
Faisant sienne la phrase d'Albert Londres : « Il existe deux sortes de personnes : ceux qui ont des meubles et ceux qui ont des valises », Baranger a été cireur de parquets, carrossier, loueur de bicyclettes, road manager, éducateur spécialisé, installateur de dispositif d'enseignement à distance, responsable pédagogique, animateur d'ateliers d'écriture, enseignant, exploitant d'un submersible, conseiller ministériel... en Angleterre, en Suisse, aux États-Unis, dans l'Océan Indien, dans le Pacifique sud et au Québec. Il a également traduit plus d’une trentaine de romans américains pour Gallimard, Calmann-Lévy, Flammarion, Lattès, etc. Depuis 1998, il est le traducteur attitré du romancier américain Christopher Moore (Gallimard, Calmann-Lévy).

## Œuvre
- Visas antérieurs, 1996, éditions Gallimard (France), roman
- Éculé sans haine, 1998, éditions La Barre du Jour (France), roman
- Blue polar, 1999, éditions Gallimard (France), nouvelles
- Backstage, 2001, éditions Le Seuil (France), roman
- Dernières Nouvelles du blues, 2004, éditions L’écailler du Sud (France), nouvelles  200 p.
- Tupelo Mississippi Flash, 2004, éditions Gallimard (France), Série noire, roman
- À l’est d’Eddy, 2005, éditions La Veuve Noire (Québec), nouvelles. Prix Alibis du salon du livre de Québec.
- Crédit revolver, 2005, éditions L’écailler du Sud (France), roman
- Stories of the Dogs 2006, recueil collectif de nouvelles en hommage à Dominique Laboubée, chanteur des Dogs mort accidentellement à Boston. éditions Krakoen (France)
- La Balade des épavistes, 2006, éditions Alire, (Québec), roman
- En données corrigées des variations saisonnières, 2007, éditions Pascal Petiot (France), roman
- Au pas des raquettes, 2009, roman, éditions Labranche, Suite Noire
- Maria chape de haine, 2010, éditions Baleine, coll. Le Poulpe
- La Malédiction, 2016, Bayard Canada
- L'Extravagant Monsieur Parker, 2019, La Manufacture de Livres (France), roman biographique de William Bonney alias Billy the Kid
- Little Bob Stories, 2021, Goater Noir, (France), recueil de nouvelles célébrant Roberto Piazza alias Little Bob.